# Budești (Vâlcea)
Pour les articles homonymes, voir Budești.
Budești est une commune du județ de Vâlcea en Roumanie.